# Saint-Honoré-les-Bains
Saint-Honoré-les-Bains est une commune, une station thermale et une station classée de tourisme française, située dans le département de la Nièvre en Région Bourgogne-Franche-Comté. Surnommée "la station qui guérit", elle est principalement connue pour ses eaux thermales aux vertus curatives sur les voies respiratoires et apaisantes sur les rhumatismes. Uniques en Europe, elles sont chlorurées, sodiques, sulfurées et arsenicales.

## Géographie
La commune est située à la lisière sud-ouest du massif du Morvan et fait partie de son parc naturel régional. Elle est mentionnée sur la carte de Peutinger, copie du XIIIe siècle d'une ancienne carte romaine, sous le nom d'Aquæ Nisinei.

### Hydrographie

#### Les étangs
- Les étangs, de la seigneurie de la Montagne, étaient autrefois au nombre de 13, 7 grands et 6 petits.
- L'étang Honoré (jadis étang de Noré), route de Luzy, sa digue est carrossable il réunit le champ de foire et la route. Jadis le chemin montait jusqu'au château. Il est alimenté par :
  - l'étang de la Queudre alimentait deux moulins ;
  - l'étang du Carry asséché dans les années 1980 ;
  - l'étang du Seu alimenté par le ruisseau de la Queuldre, il alimentait aussi un moulin ;
  - l'étang des Bois ou Petit Étang au Défend ;
  - l'étang - Rapine, appartenait aux Picpus de Moulins-Engilbert qui le vendirent au seigneur en 1660.

#### Source de Tussy
La fontaine de Tussy a longtemps joui de la réputation d'un pouvoir de guérison parmi les gens du peuple. Le malade atteint de la fièvre intermittente doit s'y rendre en personne sans être vu « d'âme qui vive ». Arrivé à la fontaine il doit s'arrêter et saluer en disant : « Bonjour, fontaine, donne moi ton bonheur, comme je te donne mon malheur ». Il doit par trois fois faire le signe de la croix au-dessus de la source en tenant dans sa main le sou d'offrande qu'il doit en se retournant jeter par-dessus son épaule gauche et disparaître sans se retourner.

### Villages, hameaux, lieux-dits et écarts
Les Andanges ; la Baume Vigneau ; Bellevaux ; Bois des Garennes ; Bois de Tussy ; le Carry ; Champ Benoit ; le Champ Blanc ; Champ de la Baume ; Champclos ; les Champs Georges ; les Champs Marteaux ; le Champ des Plantes ; le Champ Tapé ; le Champ de la Vigne ; la Chaume ; Cluze-Bardenne ; le Défend ; le Désert ; l'Eschenault ; Fossembé ; le Fourmonté ; les Fourneaux ; les Garennes ; les Grands Champs ; l'Hâte ; les Hâtes ; les Loges ; les Loges de Remilly ; les Lombaults ; Mont ; la Montagne ; Mont Subert ; Monthébault ; les Mouillas ; le Mousseau ; les Neaux ; le Niret ; les Patureaux ; les Petits lombaults ; Pierre-Blanche ; les Plantes ; le pré de la Caille ; la Queudre ; la Queudre d'en Haut ; la Queudre d'en Bas ; les Sarrazins ; le Seu ; Tiregage ; la Tuilerie ; Tussy ; la Vieille Montagne ; Vigne Jeannin ; la Vouavre ; les Vouavres.

### Climat
Pour des articles plus généraux, voir Climat de la Bourgogne-Franche-Comté et Climat de la Nièvre.
En 2010, le climat de la commune est de type climat océanique altéré, selon une étude du Centre national de la recherche scientifique s'appuyant sur une série de données couvrant la période 1971-2000. En 2020, Météo-France publie une typologie des climats de la France métropolitaine dans laquelle la commune est toujours exposée à un climat océanique altéré et est dans la région climatique  Centre et contreforts nord du Massif Central, caractérisée par un air sec en été et un bon ensoleillement.
Pour la période 1971-2000, la température annuelle moyenne est de 10,7 °C, avec une amplitude thermique annuelle de 16,6 °C. Le cumul annuel moyen de précipitations est de 1 068 mm, avec 13,3 jours de précipitations en janvier et 8 jours en juillet. Pour la période 1991-2020, la température moyenne annuelle observée sur la station météorologique de Météo-France la plus proche, « Avrée », sur la commune d'Avrée à 10 km à vol d'oiseau, est de 11,7 °C et le cumul annuel moyen de précipitations est de 884,8 mm. 
La température maximale relevée sur cette station est de 40,5 °C, atteinte le 24 juillet 2019 ; la température minimale est de −13,9 °C, atteinte le 7 février 2012,,.
Les paramètres climatiques de la commune ont été estimés pour le milieu du siècle (2041-2070) selon différents scénarios d'émission de gaz à effet de serre à partir des nouvelles projections climatiques de référence DRIAS-2020. Elles sont consultables sur un site dédié publié par Météo-France en novembre 2022.

## Urbanisme

### Typologie
Au 1er janvier 2024, Saint-Honoré-les-Bains est catégorisée commune rurale à habitat dispersé, selon la nouvelle grille communale de densité à sept niveaux définie par l'Insee en 2022.
Elle est située hors unité urbaine et hors attraction des villes,.

### Occupation des sols
L'occupation des sols de la commune, telle qu'elle ressort de la base de données européenne d’occupation biophysique des sols Corine Land Cover (CLC), est marquée par l'importance des territoires agricoles (49,9 % en 2018), une proportion sensiblement équivalente à celle de 1990 (49,5 %). La répartition détaillée en 2018 est la suivante : forêts (43,5 %), prairies (42,1 %), zones agricoles hétérogènes (7,8 %), zones urbanisées (5,1 %), espaces verts artificialisés, non agricoles (1,5 %). L'évolution de l’occupation des sols de la commune et de ses infrastructures peut être observée sur les différentes représentations cartographiques du territoire : la carte de Cassini (XVIIIe siècle), la carte d'état-major (1820-1866) et les cartes ou photos aériennes de l'IGN pour la période actuelle (1950 à aujourd'hui).

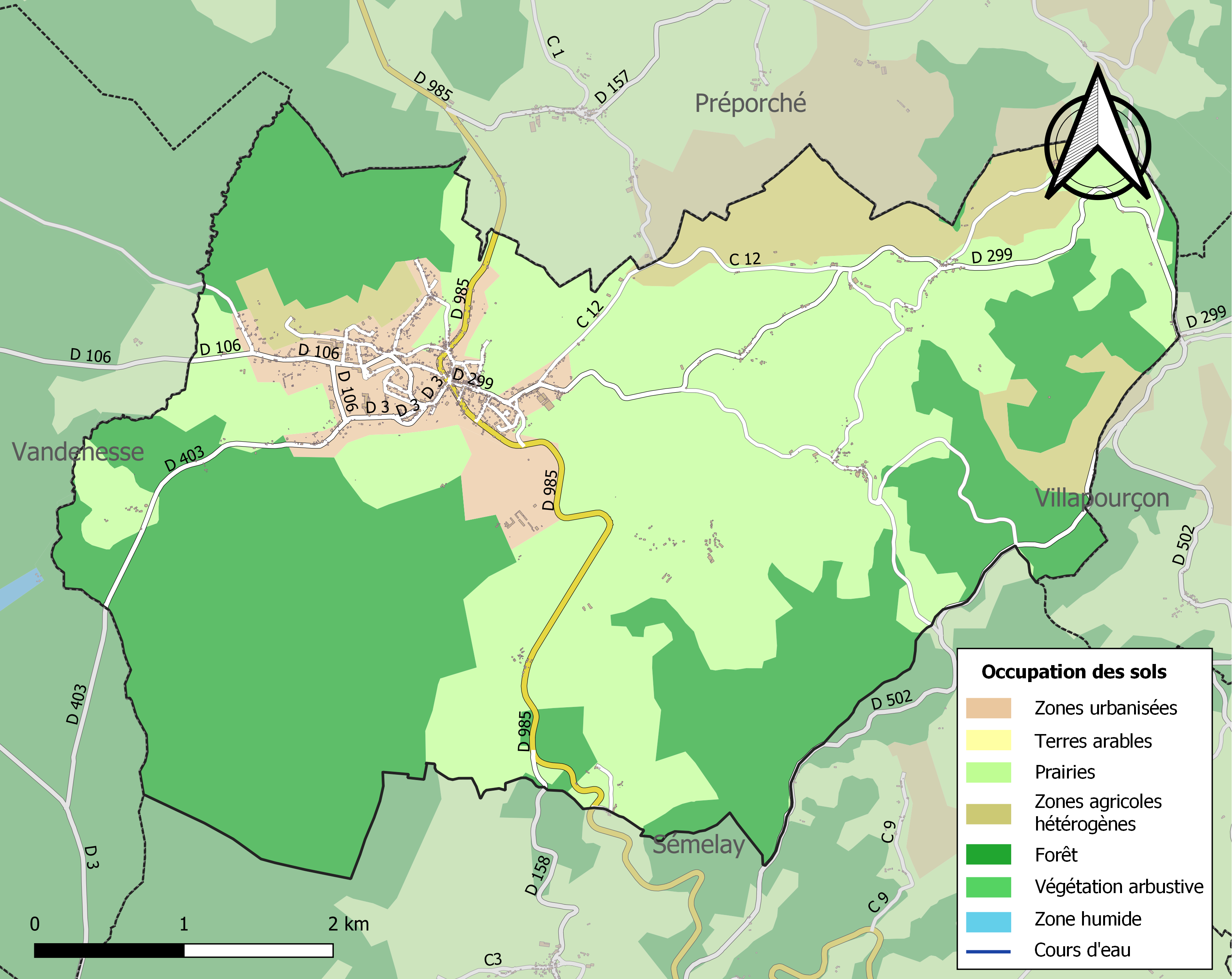
Carte des infrastructures et de l'occupation des sols de la commune en 2018 (CLC).

## Histoire

### Antiquité
Le site actuel de la commune est occupé à l'époque celte par Arbandal, ville du peuple éduen et porte le nom d' Arbandata. Ce sont les troupes menées par Jules César pour conquérir la Gaule qui découvrent des sources chaudes dans la localité. La ville change de nom et devient Aquae Nisinaeï. L'établissement que fondent les Romains comporte neuf puits, dans lesquels ils enfermèrent la source curative et construisirent un établissement public avec le marbre provenant de la carrière de Champ-Robert.
Pour permettre l'accès aux thermes les Romains ouvrent trois grandes voies et les vétérans de Caïus Antistius Reginus, qui commandait en Nivernie, purent y trouver la guérison d'une lèpre les affligeant. Les thermes furent probablement visités par Probus et Constantin-le-Grand, au cours de leur séjour à Augustodunum. La ville s'agrandit et compta jusqu'à 15 000 habitants.
Les thermes sont en activité pendant 400 à 500 ans, jusqu'à leur destruction au Ve siècle. Les invasions de peuples germaniques mettent fin à cette prospérité, et les thermes sont inutilisés.

### Moyen Âge
Au début du IXe siècle, la région appartenait à deux familles. Les seigneurs de Châtillon-en-Bazois possédaient toute la partie en plaine, et la Montagne était aux mains des barons de Glane et Larochemillay. Ces terres revinrent par le mariage d'Eudes de Châtillon avec Alix, dame de Glane, dans le giron de la maison des Châtillon, hommes liges du comte de Nevers.
En 1106, Hugues de Châtillon, seigneur de la Montagne, avant de se croiser, crée un prieuré appelé Saint-Honoré, plus exactement saint Honorat, fondateur de l'abbaye de Lérins, ainsi que l'église sous le vocable de saint Loup, évêque de Troyes et actuel patron de la ville. Au sud de l'église se trouve le logis abbatial toujours existant, remarquable par la forme de son toit pyramidal.
Les moines en possession des anciens thermes récupèrent des matériaux et transforment les lieux en étang, dans lequel les gens du voisinage atteints de maladie venaient se baigner. Les choses resteront en l'état pendant plusieurs siècles.
Sous l'Ancien Régime, trois arrière-fiefs et un fief existaient au finage de Saint-Honoré-les-Bains :
- l'arrière-fief de l'Eschenault : acquis par Christophe de Sève, seigneur de la Montagne en 1658, appartenant précédemment à la famille de Mathieu (plus précisément Jean (de) Mathieu) et relevant de Châtillon-en-Bazois. Vendu en 1535 à Jean de Voise, écuyer. Parmi les nombreux héritages vendus ultérieurement figure le Champ de Chenault, un quartier de terre tenant au chemin par lequel on va de l'église de Saint-Honoré à la justice (signes patibulaires) de la terre et seigneurie de la Montagne, et au chemin par lequel on va de la justice à Tussy ;
- l'arrière-fief de Champclos : cette maison deviendra la maison des Sœurs après avoir été en 1770 une école dirigée par le sieur Juif. Ce fief consistait en une haute maison comprenant une chambre basse, un cellier, deux chambres hautes et le grenier, deux petites tours servant de cabinets et de garde-robes. Avec la cour devant un petit fournier et l'écurie, un puits et dessus une volière, le tout ceint de murailles tenant d'une part au chemin allant de Saint-Honoré à Tiregage et sur celui de Saint-Honoré au château de la Montagne en passant par l'étang Noré ;
- l'arrière-fief du Gué : cet arrière-fief et celui de Champclos restèrent longtemps dans la famille du Gué et relevaient tous les deux de la seigneurie de la Montagne. Le Domaine du Gué consistait en une maison couverte de tuiles et d'esseaunes (aisseaux, bardeaux), un portail sur lequel est une volière, la grange couverte de paille, le jardin joignant ladite maison, cour, aisance, le tout tenant en la paroisse de Saint-Honoré sur la route de Tiregage. Il appartenait en 1489 à Guyot du Gué, écuyer. En 1518, Jean Ier de Mathieu, sieur d'Eschenault, fit refaire le terrier, Jean II un de ses descendants les posséda tous les trois. Il avait épousé en 1578, Jeanne Madeleine de Chargères, veuve de Hugues du Crest, dont il eut trois fils: Antoine, Robert et Pierre de Mathieu. Antoine l'aîné fit aveu au Château de la Montagne en 1656. Il eut des démêlés avec Christophe de Sève au sujet des droits d'usage et pacage qui sur les conseils de Jacques de Paris, seigneur de La Bussière et de Jean de Jacquinet, sire de Villaines trouvèrent au bout de deux années leur épilogue. Il mourut en 1660 et son frère Pierre, seigneur de l'Eschault, de Thars, de Rodon et de Villars reprit ses biens avec son neveu Jean, fils de Robert et de Catherine de Reugny du Tremblay, seigneur du Brouillat, de Mézerai et de La Vallée, qui en firent le partage le 28 janvier 1661. Jean l'aîné eut la maison et pourpris de Champclos, avec ses aisances et appartenances. Jeanne sa sœur épousa Claude de Chargères, seigneur de Tourny ;
- le fief de La Queudre, ou La Cœuldre, situé sur l'ancienne voie romaine du Beuvray : ce fief était possédé en 1250 en toute justice et franc-alleu par Geoffroy de La Rupelle. Sa veuve, Agnès et leur fils, Guillaume le vendirent en 1274 à Robert des Barrois[15]. Un acte latin de 1274 dit qu'il fut vendu à Jean de Bazois, avec plusieurs héritages dans les villages de La Queudre et de Tussy ainsi que l'hôtel de La Queudre situé à Saint-Honoré près du champ de foire, avec d'imposants bâtiments agricoles dont un avec une tour (le manoir de La Queudre). Il passa dans la famille de Mathieu, puis aux de Chargères. À la fin du XVIIe siècle, Lazare, le fils de Paul de Chargères, sieur de Magny, en était propriétaire. Il épousa le 20 juin 1679, Marie Charlotte des Prés qui lui donna quatre enfants : Eustache, Jean-Marie, seigneur de La Creuzille et de la Cœuldre, Joseph, sieur de Rodon, chevalier de Saint-Louis et Madeleine.

Eustache de Chargères, seigneur de La Cœuldre, de Rodon, épousa Gabrielle de Sauvages dont leur fille Marie-Madeleine porta le fief et Eschenault à son cousin Charles, marquis de Chargères, chevalier de Saint-Louis, seigneur d'Arcenay et de Prémiens en Auxois, lieutenant de cavalerie en 1766. En 1776, il est en conflit avec le seigneur de la Montagne pour le droit d'usage dans les bois de Vauvray.
À la Révolution, Charles de Chargères qui en était le seigneur, fut gardé à vue par les patriotes malgré sa maladie, et il leur répétait souvent : « Vous n'aurez ma croix [il était chevalier de Saint-Louis] que lorsque vous m'aurez arraché la vie et je ne vous laisserai mon épée qu'après vous l'avoir passée au travers du corps. » Il eut un fils : Eustache, marquis de Chargères, chevalier de Saint-Louis, seigneur d'Arcenay, qui suivit Louis XVIII dans l'émigration, et deux filles qui furent enfermées avec leur mère dans les prisons de Moulins-Engilbert. La plus jeune Marie Gabrielle Pierrette, épousa en 1805, Louis Bouez d'Amazy et mourut en 1853. Leur fils Ernest vendit au marquis d'Espeuilles.
Le dernier seigneur de La Queudre, Eustache de Chargères, chevalier et ancien officier d'infanterie y mourut au début du XIXe siècle.

### Renaissance
La seigneurie de la Montagne possédait son château au sommet de la Vieille Montagne à 542 mètres d'altitude. Ce château féodal devait faire suite à une motte castrale et à un oppidum romain. On retrouve toujours les traces de ce castrum dans la végétation qui a envahi les lieux. Un terrier de 1537 fait à la demande de Guillaume des Jours en indique l'emplacement. On y accédait par le sud sur la route de Sémelay à Villapourçon. Entouré par un rempart séparant la place d'armes et le donjon de la basse-cour, ce château fut vraisemblablement détruit en 1525 par les troupes étrangères sous le commandement de Louis de Bellejoyeuse (des mercenaires au service de François Ier dans les Guerres d'Italie, licenciés après Pavie et vivant désormais de saccages et de rapines en remontant vers le nord, où la régente Louise comptait les utiliser en Artois), qui ruinèrent Decize les 12 et 13 mai 1525, puis tout le pays.

### Époque moderne
Aux alentours de 1556, le château de la Montagne passe à Guillaume de Grandrye, originaire de Moulins-Engilbert, qui obtient du roi Henri II des lettres patentes lui accordant la tenue d'une foire à la date du 15 mai. Sa bâtisse est détruite lorsqu'il rentre de son ambassade à Constantinople. Il choisit pour le reconstruire un terrain au sud du bourg, surplombant, l'étang de Seu. Protestant, il s'exila en Suisse au moment de la Saint Barthélemy et n'entreprit cette construction qu'à son retour vers 1572, ce qui finit par le ruiner, l'obligeant à revendre son château. C'est le sire Jean de Chandon, conseiller du Roi en ses conseils d'État et privés qui en fit l'acquisition en 1596 et deux ans plus tard, obtient des lettres patentes de Henri IV pour tenir une seconde foire le 15 novembre. Elles se tenaient à cette époque près du château, ce qui leur valu de nom de Foires de la Montagne.
Les seigneurs percevaient des droits féodaux sur chaque tête de bétail qui s'y rendait. Les marchands forains établissaient des loges et payaient un gâteau par foire. Sur cette place s'y tenait un marché chaque semaine.
En 1647, Christophe de Sève fait aveu pour un fief qu'il tenait de la mouvance du prieuré. Les Picpus de Moulins-Engilbert vendent l'étang Rapine au seigneur de la Montagne en 1660.

### XVIIIe, Révolution française
Le château de la Montagne, en fort mauvais état, connaît un nouveau propriétaire, François Sallonyer de Montbaron. Mort en 1754, ses biens allèrent à son fils Jean-Marie Sallonyer de Montbaron en 1770.
Un bornage réalisé par les moines du prieuré en 1721 montre que cette institution jouissait de beaux droits seigneuriaux. Sa haute justice comprenait une partie du bourg et un hameau voisin et elle confinait avec celle du marquisat de Vandenesse. Dieudonné de Chandon, prieur, cède en 1733 la justice de Montjournal au seigneur de la Montagne, en échange des dîmes du lieu.
Le 24 mai 1773, un ouragan s'abattit sur la ville, la foudre frappa la halle qui se trouvait derrière le château y mettant le feu au toit d'essaumes (bardeaux de bois) qui porté par le vent jusqu'au hameau de Clusebardenne qui fut ainsi incendié. Les ruisseaux devenus d'impétueux torrents emportèrent les chaussées des sept étangs de la seigneurie et comblèrent de terre et de pierres celui du prieuré.
En 1789, les vertus thérapeutiques de l'eau présente à Saint-Honoré-Les-Bains sont découvertes par le docteur Regnault de Lormes. Une première tentative d'exploitation commerciale de l'eau a lieu en 1812, sur initiative du médecin Bacon Tacon, mais cela aboutit à un échec.
Au cours de la période révolutionnaire de la Convention nationale (1792-1795), la commune, alors nommée Saint-Honoré porta provisoirement le nom d’Honoré-la-Montagne.

### XIXe–XXesiècles
En 1820 commence le déblaiement de l'étang sous lequel se trouvaient les ruines des anciens thermes. Ces travaux permirent de mettre au jour de nombreux fragments de marbre, des débris de tuiles à rebords, de briques romaines, de vases antiques dont certains portaient le nom de leur fabricant Biturix fecit. Le projet de remettre les thermes en route n'ayant pas abouti, il fallut attendre 1838 pour que les fouilles reprennent. Elles permirent de mettre au jour d'anciennes piscines en marbre blanc et on retira du fond des puits plus de six cents monnaies d'empereurs romains.
Le marquis Antoine Théodore Viel de Lunas d'Espeuilles fait construire des thermes qui ouvrent en 1855 et les sources sont déclarées d'utilité publique en 1860.
Au XIXe siècle, plus de la moitié de la commune était couverte de bois, son territoire pour l'autre partie produisait céréales, châtaignes et un peu de vignes.
La période 1855-1930 voit une clientèle bourgeoise fréquenter l'établissement thermal. Cela amène la construction d'un casino, d'un théâtre, de courts de tennis, d'un centre équestre, du golf, de la piscine, et d'un kiosque à musique. Des hôtels et des villas sont alors construits. La ville est marquée par le thermalisme, qui permet son développement.
La Seconde Guerre mondiale met un terme à cette période faste. Les alliés Américains entrent dans Saint-Honoré le 12 décembre 1944.
L'activité reprend après la fin des hostilités, mais la clientèle change et vient désormais pour de courts séjours. Ces mutations ont nécessité l'installation d'infrastructures sportives
En 1974, la commune distingue son nom en y ajoutant la terminaison les-Bains.

### Héraldique
| Blason | Blasonnement : « Parti : au premier de sinople au symbole alchimique du soufre d'or, au second d'argent au symbole alchimique de l'arsenic de sable ; le tout surmonté d'un chef bandé d'azur et d'or, à la bordure de gueules. » |

## Politique et administration

### Civile
| Période                                  | Période  | Identité                                       | Étiquette    | Qualité                                      |
| ---------------------------------------- | -------- | ---------------------------------------------- | ------------ | -------------------------------------------- |
| 1793                                     | 1796     | Pierre-François Daussard                       |              |                                              |
| 1796                                     | 1800     | Louis Lemaître                                 |              |                                              |
| 1800                                     | 1836     | Antoine de Viel de Lunas d'Espeuilles          |              |                                              |
| 1836                                     | 1872     | Antoine Théodore de Viel de Lunas d'Espeuilles |              |                                              |
| 1872                                     | 1907     | Eugène Boyer                                   |              |                                              |
| 1907                                     | 1913     | Marie Louis Antonin Viel de Lunas d'Espeuilles |              |                                              |
| 1913                                     | 1944     | Jacques Poulet                                 |              |                                              |
| 1944                                     | 1959     | Joseph Duriaux                                 |              |                                              |
| 1959                                     | 1964     | Henri Renaud                                   |              |                                              |
| 1964                                     | 1965     | Claude Perraudin                               |              |                                              |
| 1965                                     | 1971     | Antoine de Viel de Lunas d'Espeuilles          |              |                                              |
| 1971                                     | 1980     | Jean-Michel Vermaelen                          |              |                                              |
| 1980                                     | 1989     | Jean-Charles Boizot                            | PS           |                                              |
| 1989                                     | 2014     | Simone Rignault                                | RPR puis UMP | Psychologue scolaire, députée de 1993 à 1997 |
| 2014                                     | 2020     | François Grandjean                             | SE           |                                              |
| 2020                                     | En cours | Didier Bourlon                                 | SE           |                                              |
| Les données manquantes sont à compléter. |          |                                                |              |                                              |

### Religieuse
Curés
- 1664 : Pierre Bonneau
- 1709 : Cazio[21]
- 1768-1792 : Léger
- 1803 : Devulines
- 1804 : Nozières
- 1816 : Thiébaud
- 1819 : Bonnefoy
- 1822 : Chanson
- 1820 : Gérard
- 1826 : Marbot
- 1837 : Régnier
- 1855 : Brun
- 1893 : Dourneau

## Démographie
L'évolution du nombre d'habitants est connue à travers les recensements de la population effectués dans la commune depuis 1793. Pour les communes de moins de 10 000 habitants, une enquête de recensement portant sur toute la population est réalisée tous les cinq ans, les populations de référence des années intermédiaires étant quant à elles estimées par interpolation ou extrapolation. Pour la commune, le premier recensement exhaustif entrant dans le cadre du nouveau dispositif a été réalisé en 2005.

En 2022, la commune comptait 687 habitants, en évolution de −8,52 % par rapport à 2016 (Nièvre : −3,28 %, France hors Mayotte : +2,11 %).
| 1793 | 1800 | 1806 | 1821 | 1831  | 1836  | 1841  | 1846  | 1851  |
| ---- | ---- | ---- | ---- | ----- | ----- | ----- | ----- | ----- |
| 805  | 779  | 782  | 925  | 1 051 | 1 096 | 1 168 | 1 245 | 1 233 |

| 1856  | 1861  | 1866  | 1872  | 1876  | 1881  | 1886  | 1891  | 1896  |
| ----- | ----- | ----- | ----- | ----- | ----- | ----- | ----- | ----- |
| 1 248 | 1 245 | 1 332 | 1 400 | 1 506 | 1 629 | 1 716 | 1 663 | 1 678 |

| 1901  | 1906  | 1911  | 1921  | 1926  | 1931  | 1936  | 1946  | 1954  |
| ----- | ----- | ----- | ----- | ----- | ----- | ----- | ----- | ----- |
| 1 749 | 1 683 | 1 615 | 1 293 | 1 334 | 1 301 | 1 350 | 1 351 | 1 330 |

| 1962 | 1968 | 1975 | 1982 | 1990 | 1999 | 2005 | 2006 | 2010 |
| ---- | ---- | ---- | ---- | ---- | ---- | ---- | ---- | ---- |
| 993  | 977  | 958  | 831  | 754  | 763  | 848  | 846  | 840  |

| 2015 | 2020 | 2022 | - | - | - | - | - | - |
| ---- | ---- | ---- | - | - | - | - | - | - |
| 756  | 698  | 687  | - | - | - | - | - | - |

## Économie

### Commerces actuels
Restaurants et Bars : Auberge du Pré Fleuri, Bar Tabac Le Saint-Ho, Camping des Bains, Casino Le Végas, Le Bistrot Thermal, Le Bistrot du Parc, Pizzeria Le Don Camillo.

### Tourisme actuel
Située au cœur du Parc naturel régional du Morvan, Saint-Honoré-les-Bains est une destination prisée pour ses thermes aux eaux réputées depuis l'Antiquité, ses paysages verdoyants et son patrimoine Belle Époque. La commune offre un cadre idéal pour le bien-être, les activités de plein air et le tourisme familial.
Parmi les hébergements disponibles, le Camping des Bains se distingue par sa proximité immédiate des thermes (à seulement 250 mètres) et son environnement naturel préservé. Ce camping familial propose des mobil-homes climatisés, une piscine extérieure, des animations variées et des services adaptés aux curistes comme aux vacanciers.
Les visiteurs peuvent également profiter des nombreux sentiers de randonnée, des infrastructures sportives locales (tennis, piscine municipale, parcours santé) et d'un riche patrimoine architectural, notamment le parc thermal, le casino et le cinéma Le Sélect.

## Lieux et monuments

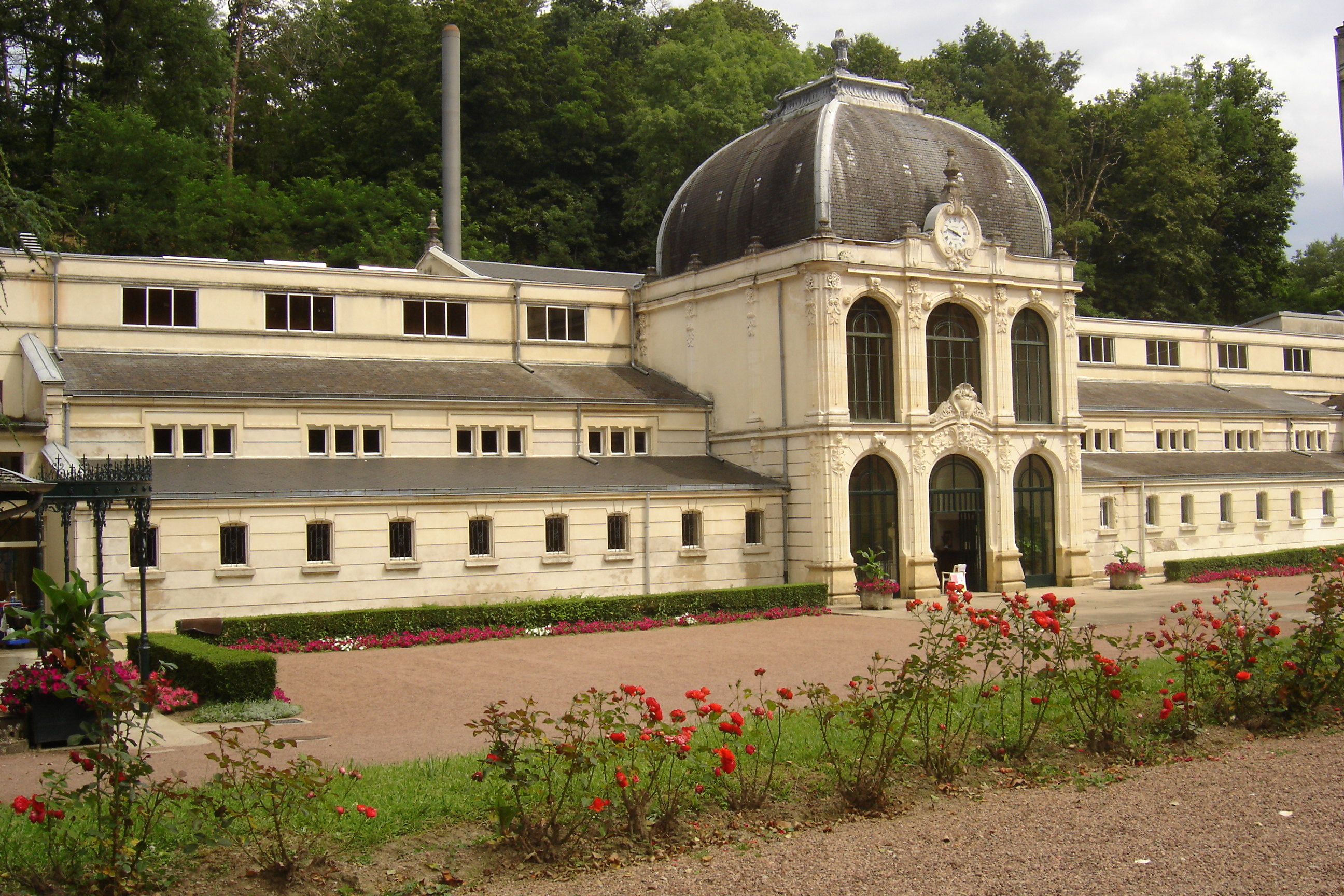
Les thermes de Saint-Honoré-les-Bains.

### Monuments civils

#### École de garçons
Une première école date de 1770 où M. Arpenteur assure l'enseignement jusqu'en 1808. Lui succède M. Mathé, un vieux soldat pensionné qui fut longtemps prisonnier, jusqu'en 1828. M. Morlet, chantre lui succède, puis M. Dubreuil de 1845 à 1878, enfin M. Millet de 1885 à 1898[réf. nécessaire].

#### École des filles
Dirigée par les sœurs de la Sainte Famille, elle fut fondée en 1833 par le marquis Antoine Théodore Viel de Lunas d'Espeuilles. Elle fonctionnait avec cinq religieuses[réf. nécessaire].

#### Thermes de Saint-Honoré-les-Bains
Les Thermes de Saint-Honoré-les-Bains sont bâtis sur l'emplacement des thermes romains, nommés Aquae Nisinei. Au Moyen Âge, le lieu où se situent les thermes romains est transformé en étang pour mettre fin aux pratiques superstitieuses attachées aux sources.
Une première société thermale commande en 1826 à l'architecte Charles Ledru la réhabilitation des thermes à partir des structures restantes. Ce fut finalement François Agnéty qui reçut cette commande et soumit un projet différent. Les premiers terrassements commencèrent le 10 avril 1829, mais le chantier fut abandonné, faute de liquidités[réf. nécessaire].
Le marquis Antoine Théodore Viel de Lunas d'Espeuilles ayant acquis les sources, décida de remettre les thermes en activités[réf. nécessaire]. Les thermes sont construits en 1854 d'après les plans d'Andoche Parthiot. Le pavillon d'entrée est construit en 1898 par Honoré Pons. Gros œuvre en pierre de taille, brique et calcaire.
Couverture d'ardoise et de zinc. dôme carré, toit à longs pans. Dans les années 1950, le directeur de l’établissement thermal charge l’artiste Christian Gerber de la création des baignoires et des mosaïques dans les thermes. L'établissement thermal est situé dans un parc datant de la seconde moitié du XIXe siècle, mais dont l'aspect actuel date des années 1950 : les bancs, vasques et escaliers du parc sont créés dans les années 1950 par Christian Gerber. C'est l'ingénieur des mines Jules François qui se charge de la partie hydraulique. Les Thermes sont inaugurés en juillet 1855 et les sources déclarées d'utilité publique le 28 avril 1860. Ces eaux ont une origine pluviale, pénétrant dans le sol à une quinzaine de kilomètres à l'est de la station. Elles parcourent la distance en 20 ans à une profondeur de 2 500 mètres remontant à une température de 24 °C à 29 °C, chargées en minéraux : soufre et traces d'arsenic. Elles sont sulfurées et chlorurées sodiques. Elles furent commercialisées en bouteilles en 1886 et admises dans les hôpitaux parisiens, mais le succès ne dura pas.
En 1855, les eaux étaient réchauffées dans une chaudière à charbon, les équipements furent modernisés en 1897. En 1898, le pavillon d'entrée est recouvert d'un dôme à terrasse faîtière, œuvre d'Honoré Pons. Favret de Nevers réalise les céramiques qui recouvrent le sol du hall. Le plafond est également orné de céramiques.
Les cinq sources sont :
- Acacia ;
- Crevasse, avec un débit de 6 m3/h, elle est à 24 °C ; c'est la moins sulfurée des trois ;
- Romains, avec un débit de 600 litres à l'heure, elle est à 26 °C ;
- Marquise, dont l'eau était distribuée à la buvette dans des proportions recommandées par le médecin thermal ;
- Grotte.

Puis ne furent plus utilisés que les trois sources Crevasse, Romains et Garenne, la plus sulfurée avec un débit de 24 m3/h, elle est à environ 29 °C.
Il y avait autrefois dans le parc des boutiques qui disparurent lors de la construction de la galerie marchande sous l'hôtel Bristol. Le pavillon des Fleurs est avec sa terrasse un lieu où l'on vient se désaltérer.
Le grand bassin du parc était alimenté par l'eau de l'étang Honoré et jaillissait par gravitation. Des courts de tennis furent aménagés au bas de l'hôtel du Morvan.

Vues des thermes
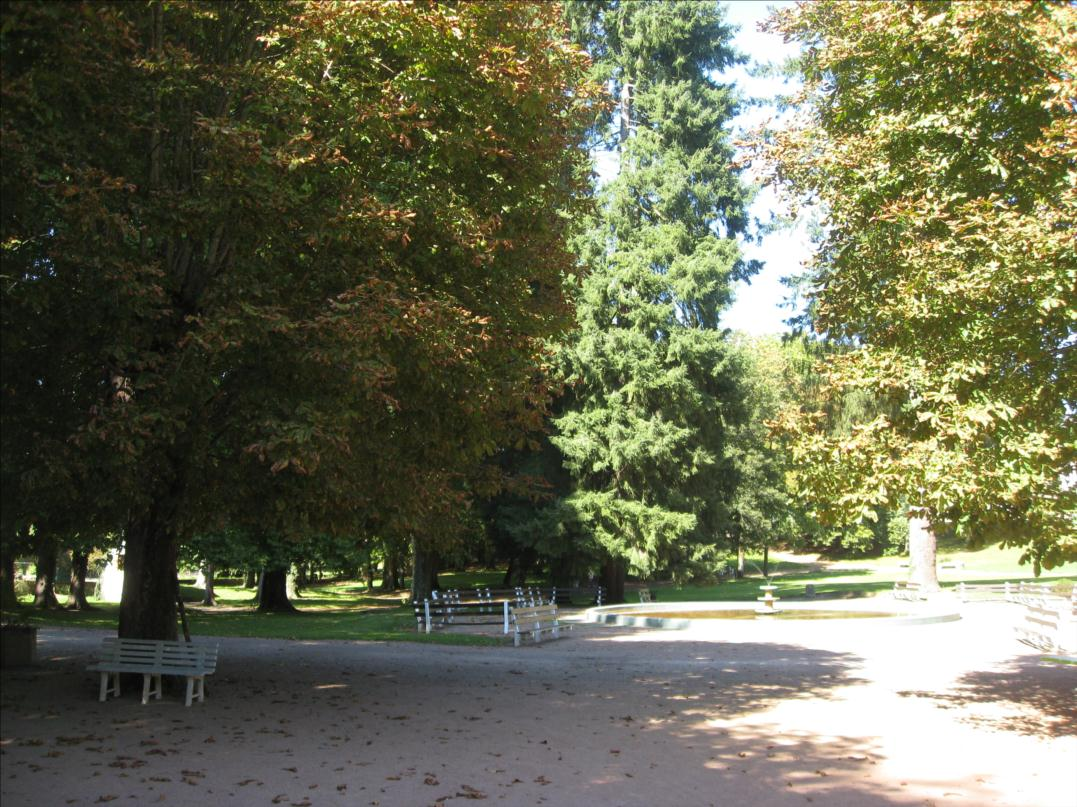
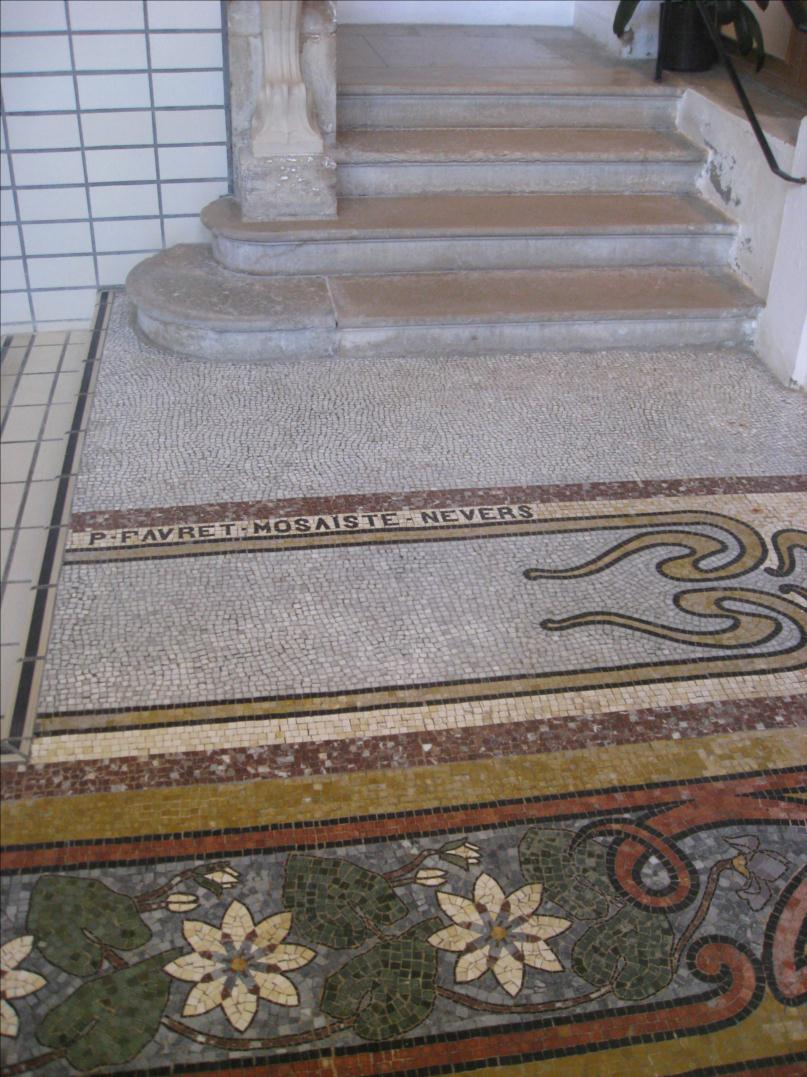
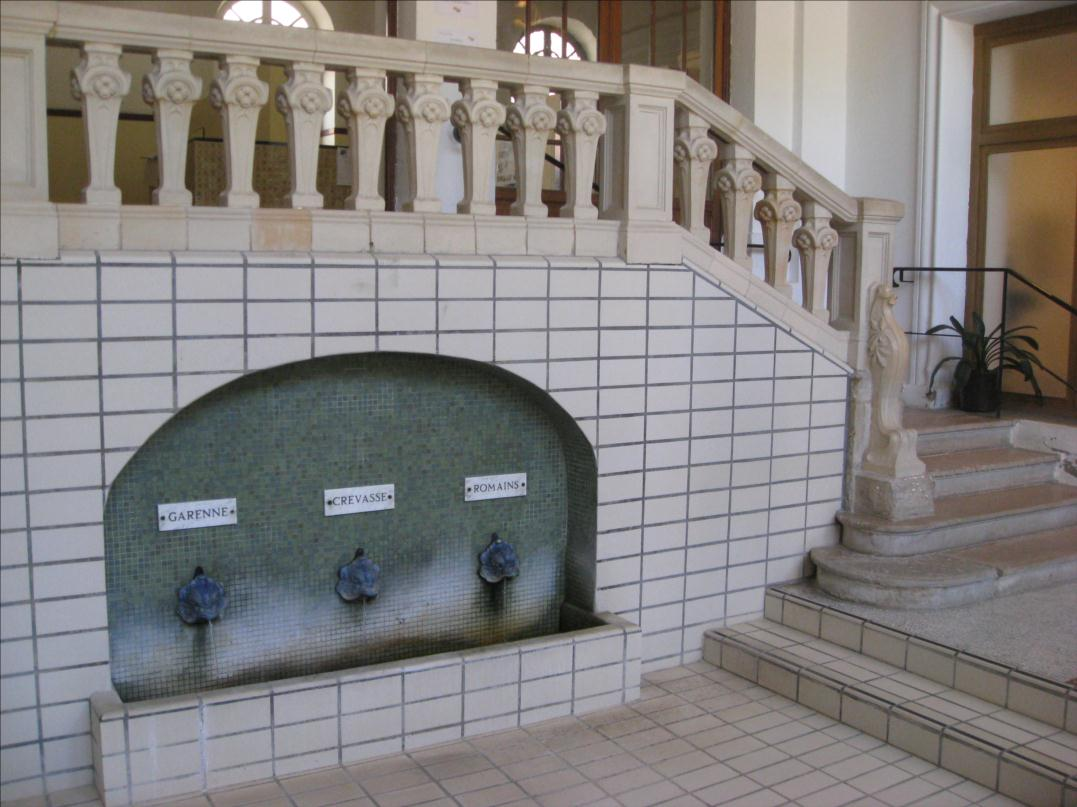
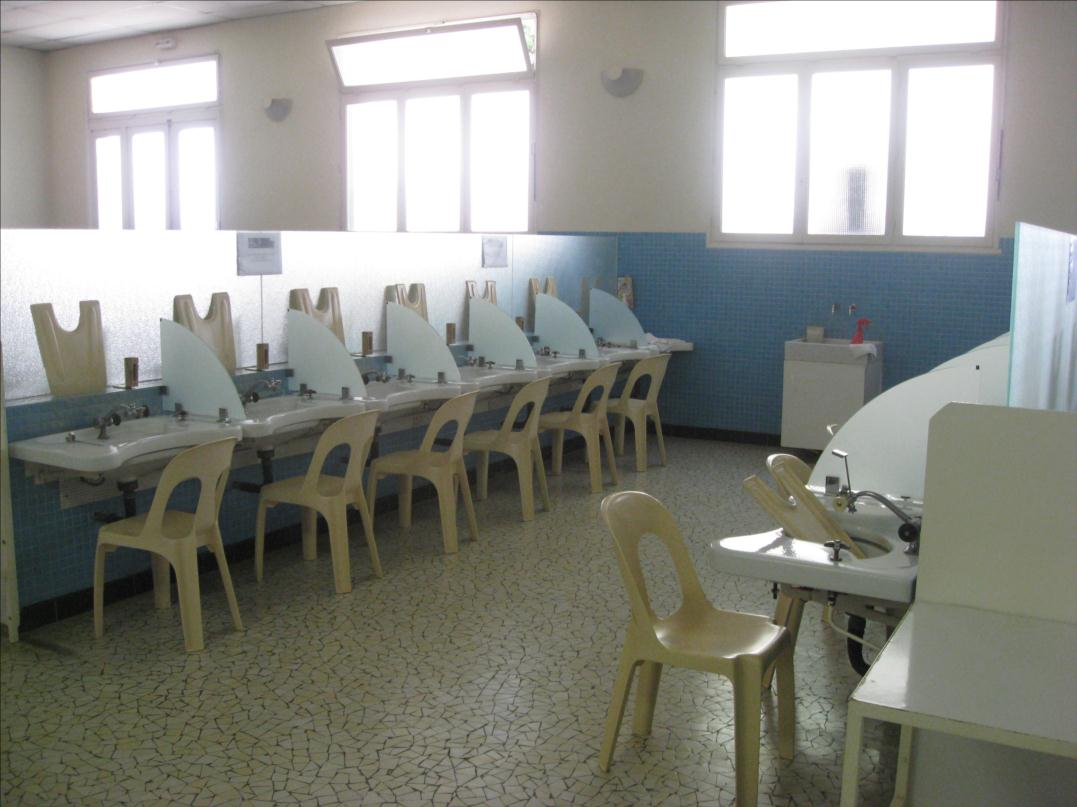
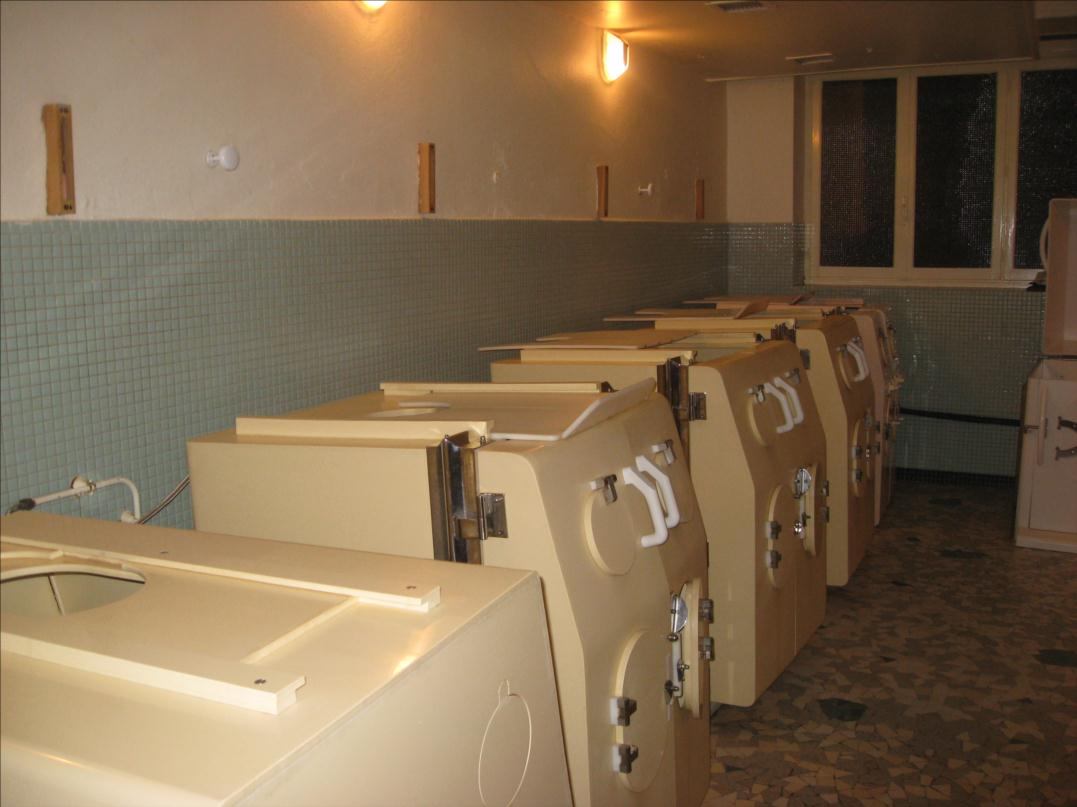

#### Châteaux et manoirs

##### Le château de la Montagne
Il s'agit de la première place-forte située sur la Vieille-Montagne, au sud-est du village. D'abord oppidum gallo-romain puis château fort, La Montagne occupe une position stratégique entre Bourgogne, Nivernais et Bourbonnais. Le château est détruit par les armées italiennes et allemandes entre 1512 et 1533. Ce qu’il en reste et les terres y attenant sont achetés par Guillaume des Jours, qui entreprend la construction d'un nouveau château fort, à l'emplacement actuel, plus accessible et plus agréable à vivre. Le château est acquis en 1714 par la famille Sallonnyer. Alors en mauvais état, il est en partie démoli par un violent orage en 1773 avant d'être reconstruit en 1776 sur les plans de l'architecte Jean-Baptiste Caristie. C'est peu de temps après, en 1786, qu'il est racheté par la famille d'Espeuilles, à qui il appartient encore aujourd'hui.
Au XIXe siècle, le propriétaire, le marquis Antoine Théodore Viel de Lunas d'Espeuilles, fait construire une poterie en contrebas du château. Il charge également l'architecte Félix Duban de réaliser des travaux d'envergure pour embellir sa demeure. C'est ainsi qu'en 1839-1840 sont conçus l'escalier d'honneur, les salons de réception, la bibliothèque, et un jardin d'hiver aujourd'hui disparu. Classé monument historique.

#### Moulins
Au XVIIIe siècle, trois moulins sont présents sur la commune :
- Moulin de La Queudre, Construit en 1763 en pierre calcaire, en activité de 1763 à 1933, et appartenant à la famille Perraudin depuis 1763 ;
- Moulin de Seu, Attesté en 1427, un bail d'accense signé le 22 octobre 1632 entre Anne de Chandon et Ponthus de Cyberand son époux avec Claude Danteloup est conservé aux Archives départementales de la Nièvre[27]. En activité jusqu’aux années 1950 ;
- Moulin de Saint-Honoré, bâti en 1770 à l'endroit où se situent actuellement les thermes.

#### Poteries et faïenceries
- Faïencerie Edmond Burlin :

Ouverte rue Jacques-Poulet par Edmond Burlin avant qu'il intègre la Montagne, en 1895. Il avait été formé comme décorateur aquarelliste sur faïence chez Trousseau & Cie à Nevers. Il décéda en 1900, âgé de 24 ans.
- Poterie de la Montagne :

La poterie est fondée en 1840, et demeure en activité jusqu'en 1926. Philippe Thomas y initie la fabrication de grès, Burlin et Louis Jollivet y produisent de la faïence stannifère.
L'Art céramique renaîtra au XXe siècle à Saint-Honoré avec :
- Céramique Raynal :

Claude Raynal en 1958, créa un atelier au 33, rue du Général-d'Espeuilles au centre du bourg, puis avec un associé Bernard Duvernoy de Moulins-Engilbert, pour une courte période. En 1971, il s'installe dans  L'Artisanerie 18, avenue Eugène-Collin, puis il ouvre deux boutiques dans la galerie des thermes. Il ferme son atelier en 1986 et entre à l'Éducation nationale, comme professeur de céramique au lycée de Longchamp. Il a parmi ses élèves : Arnaud Chaudat qu'il retrouvera plus tard à Saint-Honoré. En 1977, libéré de ses obligations professionnelles, il fonde l'Association pour la Mémoire de la Poterie de la Montagne (AMPM) dont il fut le premier président.
- Atelier de céramique Frédérique :

Arnaud Chaudat, ancien élève de Claude Raynal au lycée de Longchamp et son épouse Frédérique Ervas installent cette faïencerie en 2005 au 1, rue Eugène-Boyer. Lui est un potier et décorateur et Frédérique a une formation de décoratrice, reçue au CNIFOP. Elle s'est perfectionnée au tournage chez un potier de la Drôme.

#### Fermes
- Ferme de Cluze Bardenne :

Date de la 1re moitié du XIXe siècle. Gros œuvre en moellon et enduit, couverture en tuile plate. Située au lieu-dit Cluze Bardenne.
- Ferme du Guet :

Au no 28 de la rue Eugène-Collin, elle était autrefois une ferme dépendante du château de la Montagne. Bâtiments plusieurs fois rénovés.

#### Mémorial
- Monument à la mémoire de Claude Dellys aviateur, pilote d'essais, mort aux commandes d'un avion à réaction le 21 février 1952 à Gipcy dans l'Allier : elle est à l'angle de l'allée Claude-Dellys et de la place du 18-Juin-1940. Stèle en ciment et en bronze.

#### Le musée de la Résistance de Saint-Honoré-les-Bains

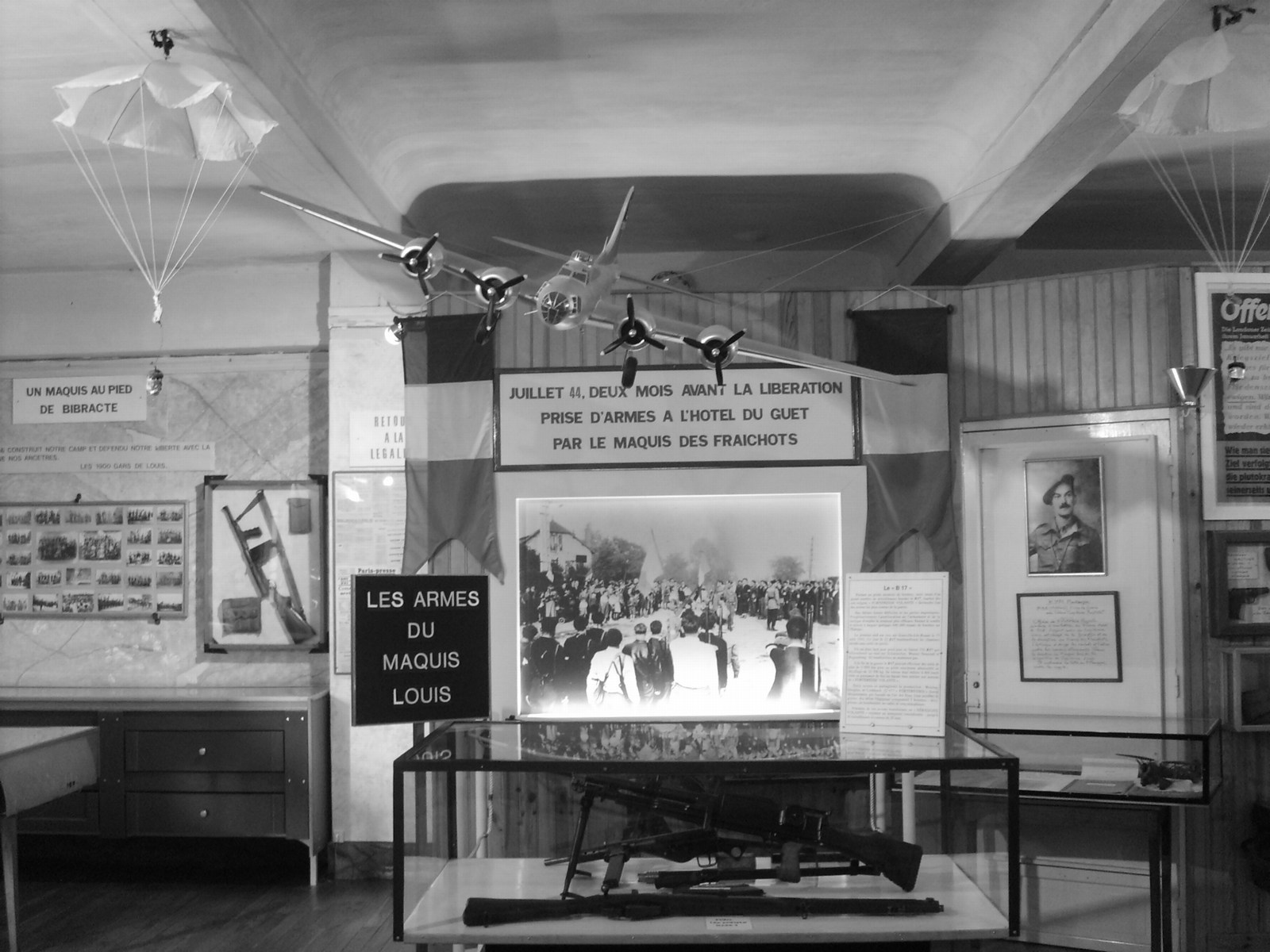
Le musée de la Résistance.

Ce centre de documentation privé est installé dans l'hôtel du Guet construit par Georges Perraudin et sa famille en 1925 au cœur de Saint-Honoré-les-Bains, rue Joseph-Duriaux. Ce bâtiment, en calcaire et en granite, est d’abord un hôtel tenu par son fondateur. Durant la Seconde Guerre mondiale, il devient un hôpital militaire, puis un dépôt de l’armée allemande. Il est ensuite utilisé par la Résistance en tant que centre de lutte contre le STO et PC de la résistance de la Nièvre.
Transformé en musée de la Résistance, consacré à la Seconde Guerre mondiale, c'est lieu où le visiteur peut consulter de milliers de documents et d'objets authentiques collectés pour l'essentiel — parfois dans des conditions risquées — par un ancien élève du lycée de Nevers.
Le parcours de l'exposition débute par la revue bimensuelle L'Armée Moderne de terre, de l'air, de mer (1931). Elle se poursuit chronologiquement jusqu'au souvenir remis par la communauté des sœurs de Saint Gildard rappelant les soins prodigués par des médecins de Nevers à sœur Mary Noëlle Grégory, irradiée à Nagasaki le 9 août 1945. La salle de documentation présente une collection de journaux, revues, livres, affiches, tracts, dessins, aquarelles, français, anglais, allemands, gaullistes, communistes et collaborationnistes, ainsi que des tableaux, dont celui de François Gall, Les Otages (1945), offert par sa fille.

## Parc des Loges
Dans l'avenue Jean-Mermoz, un ravissant châtelet flanqué d'une tour, ainsi qu'un bâtiment à usage de logement et de remise accolé également à une tour de briques vernissées polychromes, très bien restauré.

### Religieux

#### Le prieuré Saint-Honorat
- Le prieuré Saint-Honorat de Saint-Honoré-les-Bains, ancien prieuré bénédictin, rue de l'église, il fut fondé en 1106 sur une terre donnée aux bénédictins de La Charité-sur-Loire par Hugues de Châtillon, seigneur de la Montagne. L’église Saint-Loup avait pour vocation originelle de servir de chapelle au prieuré, avant de devenir église paroissiale. Celui-ci s'élevait au sud de l'église abbatiale. Il reste aujourd'hui un bâtiment avec un toit très pentu à quatre pans avec une cheminée centrale. Fut un temps transformé en hôtel. Ce bâtiment est classé Site Clunisien.

#### Église Saint-Loup
- L'église paroissiale Saint-Loup fut construite au XIIe siècle, comme église prieurale. Elle fut incendiée par les huguenots en 1569 et reconstruite en 1601 dans le même style roman primitif. Jugée trop petite vers 1870, elle est détruite et reconstruite en deux temps. La nef est rebâtie en 1875, par Andoche Parthiot, architecte à Château-Chinon (Ville). Le chœur, le clocher, le transept sont construits en 1907, d'après les plans établis par l'architecte Prosper Bobin. Le gros œuvre est fait de moellon, d'enduit et de calcaire; la couverture du toit est en ardoise, sur une charpente réalisée par des charpentiers de Saint-Honoré : les frères Théodore et Pierre Mauvetu. Les cloches, offertes par la famille d'Espeuilles, se nomment Louise et Théodorine, d'après les prénoms du marquis (Théodore) et de la marquise (Louise) d'Espeuilles. Cette famille offrit également les trois vitraux du chœur, représentant des scènes de la vie de saint Loup, on peut y voir dans la partie basse de chacun d'eux le blason de cette maison. Un des vitraux représente la vie de saint Honoré (Santus Honoratus) se trouve à l'entrée de l'église, les deux autres dans le transept. Ils sont dédiés à Jean de Chandon, conseiller du roi en 1598 et furent offerts par la famille d'Espeuilles.

Une statue de la Vierge sera mise en place au-dessus du porche en 1952-1953, ainsi qu'une horloge un peu plus tard sur le clocher.

#### Chapelle des Thermes
La chapelle du Sacré-Cœur fut construite vers 1860. Elle possède une très belle charpente cachée aujourd'hui par des lambris. Le peintre Alphonse Osbert participa à la décoration de celle-ci en 1924.
Le nonce apostolique Mgr Roncali, futur pape Jean XXIII, y célébra un office.

## Les chars fleuris
Saint-Honoré-les-Bains connaît des événements exceptionnels tels qu'un défilé annuel de chars fleuris, convoyés par d'anciens tracteurs appartenant à des collectionneurs privés. La dernière fête des fleurs s'est tenue en 2014 et n'a pas été renouvelée les années suivantes faute de volontaires.

Défilé de chars fleuris en 2012
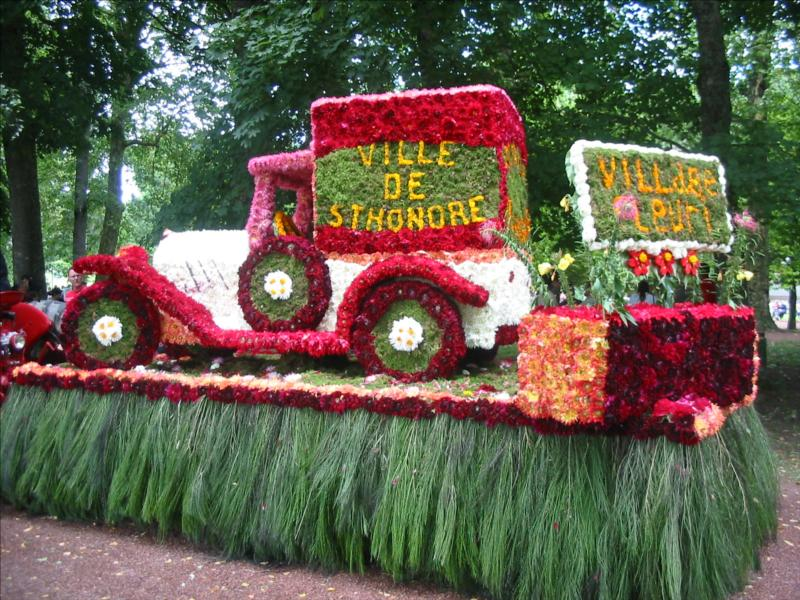
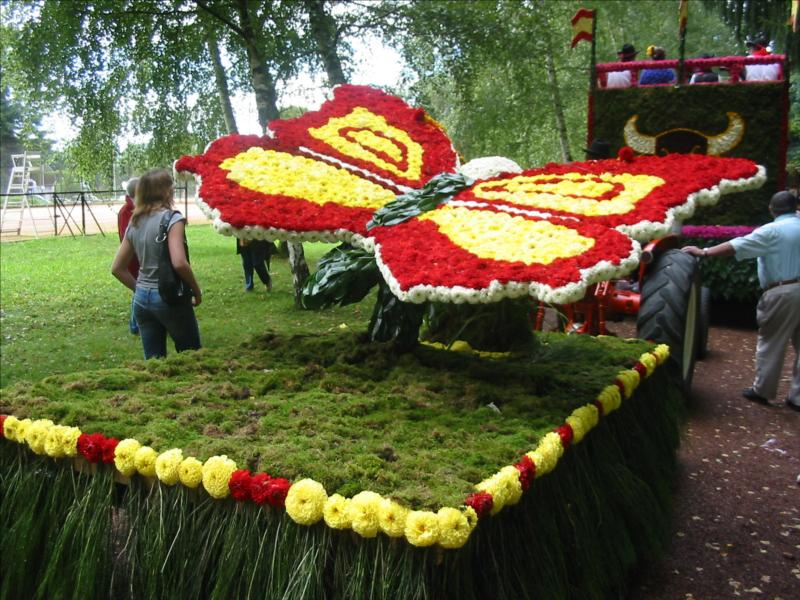
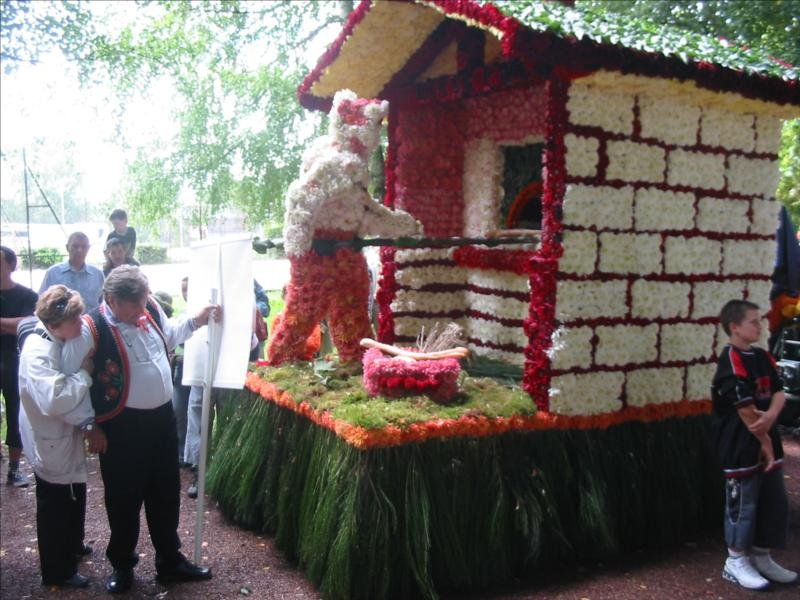
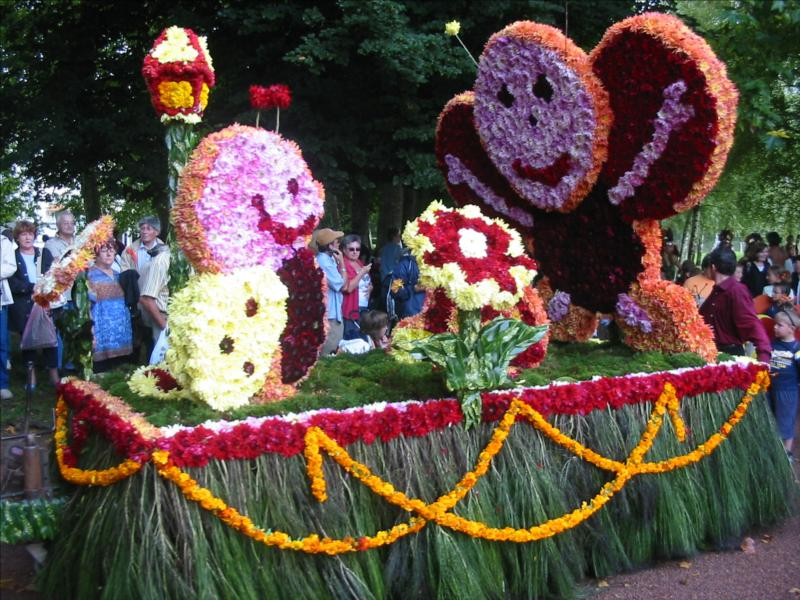
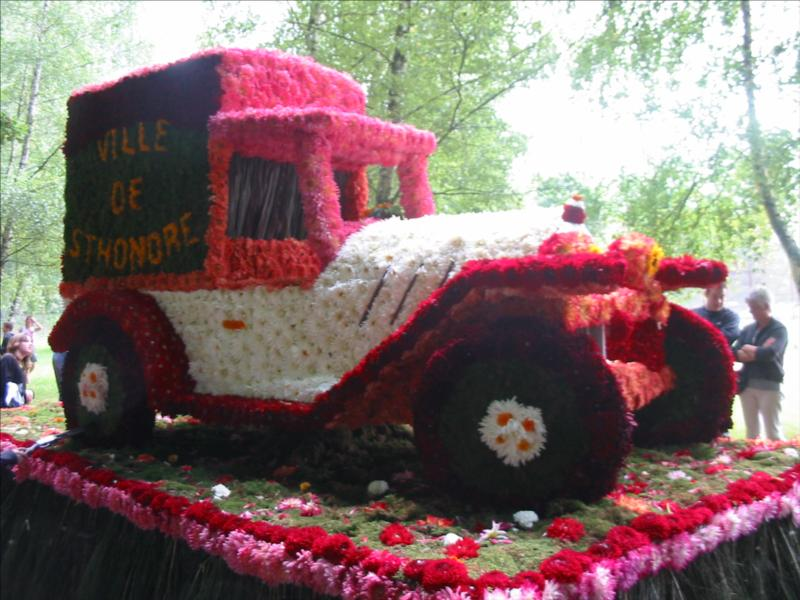
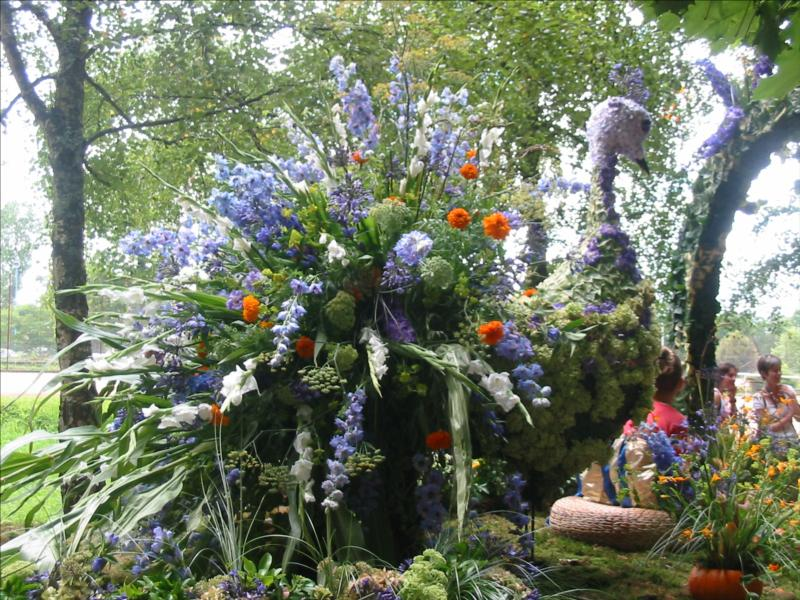
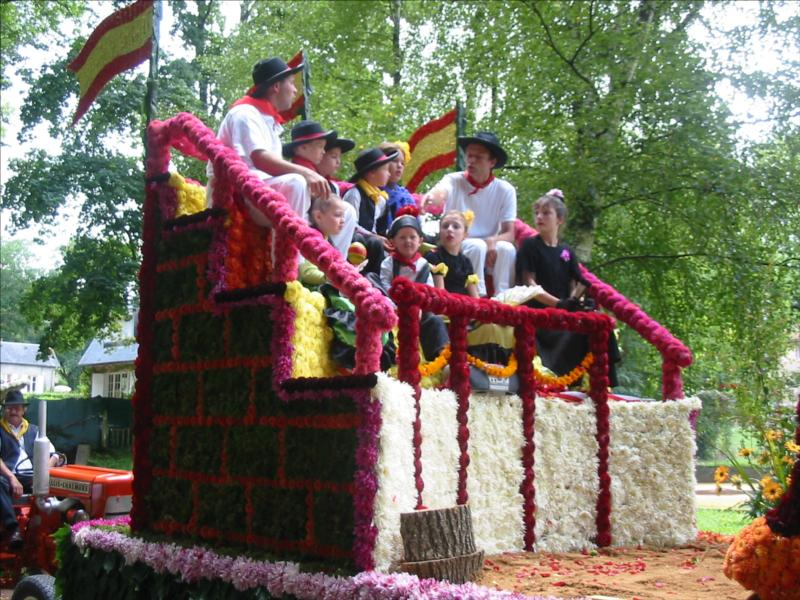
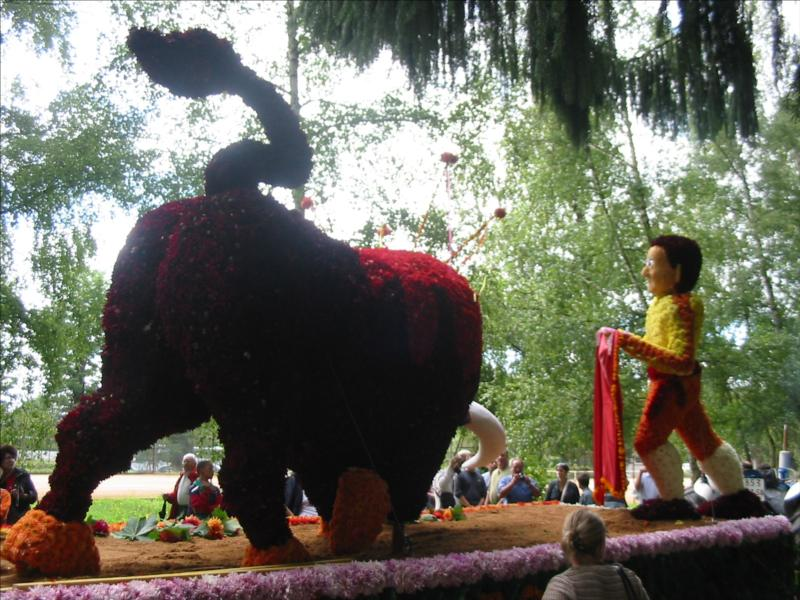
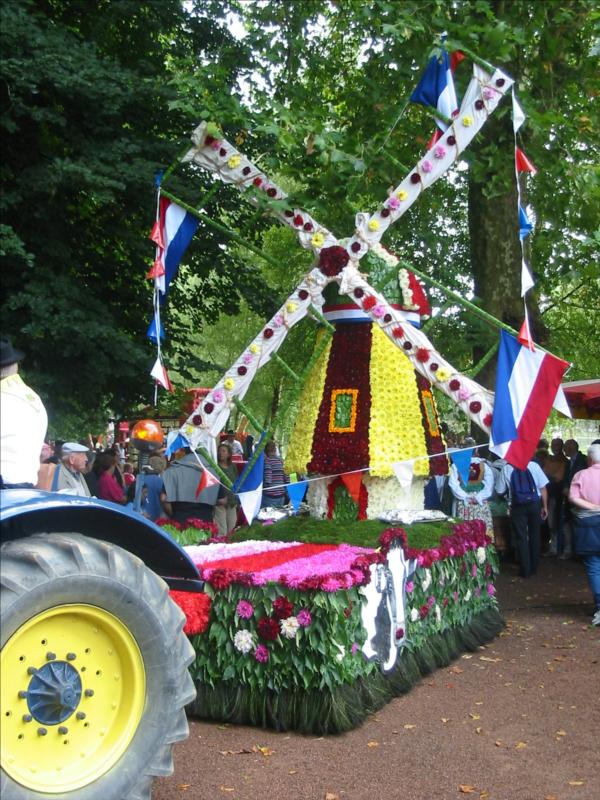
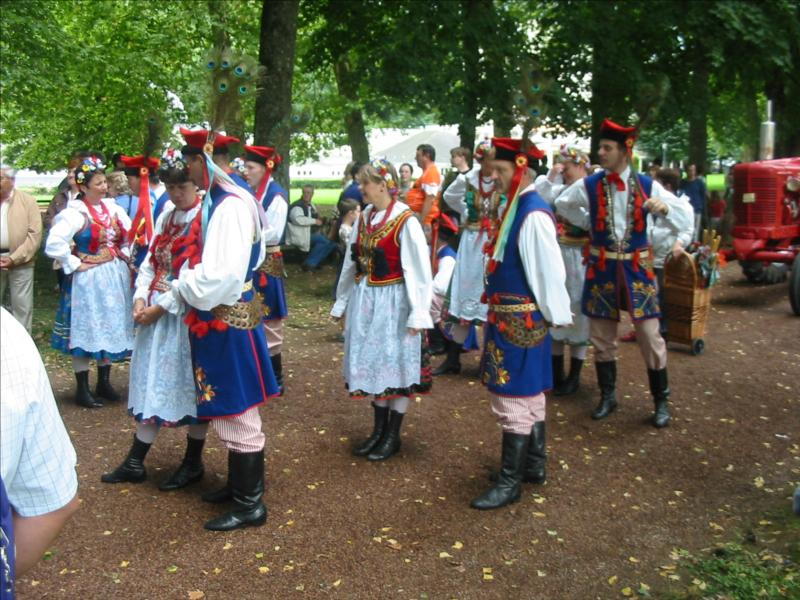

## Sports
La commune possède :
- une piscine municipale, découverte et couverte, jacuzzi et sauna, appareils de musculation et séances d'aquagym ;
- un tennis club avec cinq surfaces en terre battue, deux en quick et un court couvert. Deux tournois sont organisés : celui des vétérans et le tournoi du 15 août ;
- un terrain de football ;
- un parcours santé.

On peut pratiquer le tennis de table, la pétanque, des randonnées pédestres, équestres et VTT ainsi que l'équitation.

## Personnalités liées à la commune

### Personnalités de la commune
- Antoine Théodore Viel de Lunas d'Espeuilles (1803-1871), sénateur sous le Second Empire, qui contribua à la prospérité du village en y développant l'activité thermale puis en construisant la Poterie de La Montagne, qui fournit des céramiques avant de cesser son activité entre les deux guerres mondiales. Il fut aussi chasseur et veneur, bouton de l'équipage Rallye Bourgogne dont un bas-relief relate les exploits dans l'escalier. Il existe une fanfare La d'Espeuilles.
- Marie Louis Antonin Viel de Lunas d'Espeuilles (1831-1913), fils du précédent, général d'Empire. Il faisait partie de la Maison du prince impérial (Napoléon Eugène Louis Bonaparte, fils de Napoléon III), au titre d'aide de camp. Il épousa Caroline de Bassano, petite-fille d'Hugues-Bernard Maret, duc de Bassano.
- Georges Perraudin (1896-1977), hôtelier, patron de l'hôtel du Guet et résistant.
- Claude Dellys (1912-1952), aviateur, pilote d'essais, résistant, inhumé au cimetière communal.
- Annie Lesur (1926-2021), médecin, femme politique et secrétaire d'État à l'enseignement préscolaire du 8 juin 1974 au 12 janvier 1976, y est née.

### Personnalités ayant fréquenté la station
- Angelo Giuseppe Roncalli, nonce apostolique en France, y célèbre un office dans la chapelle du Parc[30].

## Saint-Honoré-les-Bains au cinéma
- Le Souffle au cœur, 1971, de Louis Malle, film tourné dans la commune.